# Parkstadt Karlshorst
Die Parkstadt Karlshorst ist ein Wohngebiet im Ortsteil Karlshorst des Berliner Bezirks Lichtenberg.

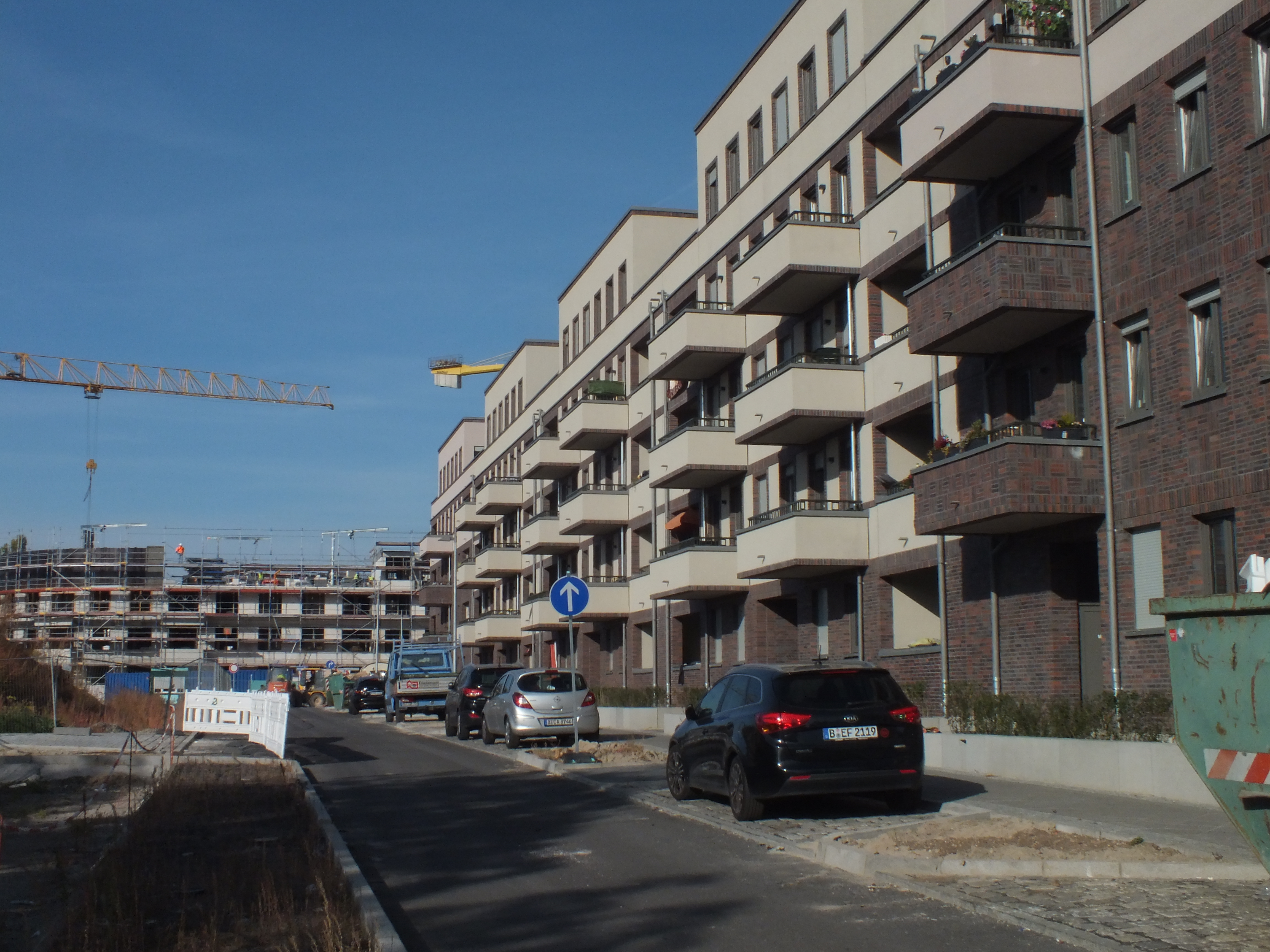
Ruth-Baumgarte-Straße

## Lage
Die Parkstadt Karlshorst umfasst eine Fläche von 12 ha. Sie wird begrenzt durch den Blockdammweg, die Ehrlich- und Trautenauer Straße sowie den Hönower Wiesenweg und grenzt an das Prinzenviertel.

## Geschichte
Der Grundstein wurde am 24. Juni 2020 gelegt. Die ersten Wohnungen wurden 2022 bezogen.
Auf der Industriebrache eines ehemaligen Furnierwerkes und des Maschinenbaugroßhandels der DDR sollen rund 1000 Wohnungen errichtet werden (252 mietpreis- und belegungsgebundene Wohnungen, 218 freifinanzierte Mietwohnungen, 504 Eigentumswohnungen). Das Quartier besteht aus neun Wohnabschnitten überwiegend in Blockrandbebauung, die durch eine Magistrale mittig geteilt werden. Dazu entstehen eine dreizügige Grundschule und eine Kindertagesstätte für 130 Kinder, ein Nahversorgungszentrum sowie 18.000 m² Grün- und Spielfläche, darunter ein öffentlicher Grünzug in Verlängerung des Seeparks. Die Straßen des Wohnviertels wurden im Dezember 2020 benannt.
Projektentwickler ist die Bonava Deutschland GmbH, der Masterplan stammt vom Entwurfsbüro Klaus Theo Brenner.
Die Parkstadt Karlshorst ist ein Modellprojekt im Rahmen des Berliner Wohnungsbauprogramms. Es steht in der Tradition des Reformwohnungsbaus aus der ersten Hälfte des 20. Jahrhunderts.

## Verkehrsanbindung
Das Wohngebiet wird durch die Straßenbahnlinie 21 erschlossen, die nördlich zum S-Bahnhof Rummelsburg und südlich zum Bahnhof Schöneweide führt.